# Municipio de Monroe (condado de Grant)
El municipio de Monroe (en inglés: Monroe Township) es un municipio ubicado en el condado de Grant en el estado estadounidense de Indiana. En el año 2010 tenía una población de 1677 habitantes y una densidad poblacional de 18,21 personas por km².

## Geografía
El municipio de Monroe se encuentra ubicado en las coordenadas 40°31′1″N 85°31′18″O / 40.51694, -85.52167. Según la Oficina del Censo de los Estados Unidos, el municipio tiene una superficie total de 92.08 km², de la cual 91,96 km² corresponden a tierra firme y (0,13 %) 0,12 km² es agua.

## Demografía
Según el censo de 2010, había 1677 personas residiendo en el municipio de Monroe. La densidad de población era de 18,21 hab./km². De los 1677 habitantes, el municipio de Monroe estaba compuesto por el 97,02 % blancos, el 0,72 % eran afroamericanos, el 0,48 % eran amerindios, el 0,36 % eran asiáticos, el 0,18 % eran de otras razas y el 1,25 % eran de una mezcla de razas. Del total de la población el 1,67 % eran hispanos o latinos de cualquier raza.